# Xã Clay, Quận Kosciusko, Indiana
Xã Clay (tiếng Anh: Clay Township) là một xã thuộc quận Kosciusko, tiểu bang Indiana, Hoa Kỳ. Năm 2010, dân số của xã này là 1.712 người.